# Église Saint-Albain de Saint-Albain
L'église Saint-Albain est une église située sur le territoire de la commune de Saint-Albain, en Haut-Mâconnais, dans le département français de Saône-et-Loire en région Bourgogne-Franche-Comté.
Elle relève de la paroisse Notre-Dame-des-Coteaux-en-Mâconnais, qui a son siège à Lugny.

## Historique
L'église date du milieu du XIIIe siècle,.
L'édifice est un parfait exemple de transition au XIIIe siècle entre les styles roman et le gothique. En effet, elle a été construite d'un seul jet de 1242 à 1245. Son architecte fut, d'après les recherches effectuées par l'historien de l'architecture Marcellin Babey, Hugues de Mirebel (v.1200-1255), chanoine de la cathédrale Saint-Vincent de Mâcon.

## Protection
L'église, depuis un arrêté du 18 septembre 1929, fait l'objet d'un classement au titre des monuments historiques.
Dès 1912, l'Académie de Mâcon avait attiré l'attention de la Commission des monuments historiques sur la nécessité de protéger cet édifice. En effet, cette commission avait sollicité la société savante de Mâcon pour que lui soit signalées « les églises qui mériteraient un classement immédiat » dans l'arrondissement de Mâcon, en réponse de quoi l'Académie avait remis au ministère de l'Instruction publique une liste comportant « 12 monuments parmi les plus anciens et les plus intéressants » (8 à classer en totalité et 4 en partie), parmi lesquels figurait en numéro 1 : « Église de St-Albain (canton de Lugny), XIIIe siècle ».

## Architecture
L'église est entièrement construite en petit moellon assemblée en opus vittatum et est couverte de lauzes.
Elle possède un chevet constitué d'une abside polygonale, percée de nombreux trous de boulin et soutenue par de puissants contreforts, et d'une travée de chœur.
La croisée du transept est surmontée d'un clocher octogonal, coiffé d'une toiture très surbaissée, dont l'avant-dernier étage, totalement aveugle, est orné d'une frise d'arceaux géminés et trilobés. Le dernier niveau, séparé du précédent par un cordon de pierre, est percé sur chaque face d'une baie géminée à arcs trilobés et colonnette, inscrits sous une archivolte en plein cintre, l'ensemble revêtant un aspect très légèrement gothisant.
La façade occidentale est percée d'un portail ogival surmonté d'une baies géminée à arcs trilobés et colonnette, le tout se trouvant encadré par un puissant arc de décharge supportant l'extrémité d'une tour trapue de plan barlong, ornée également d'une frise d'arceaux groupés par deux et trilobés. Cette tour, totalement aveugle, sauf un guichet d'envol vers l'Est, n'est autre qu'un pigeonnier, équipé intérieurement de plus de 300 boulins-nichoirs répartis sur plusieurs niveaux.
Cette église gothique fait allusion de manière appuyée au premier art roman. 
Bâtie entièrement d'un jet vers 1245, cette église paroissiale, appartenant au Chapitre Saint-Vincent de Mâcon, en a remplacé une autre plus ancienne, dont on ne sait rien. Ce monument du XIIIe siècle est conservé pour ainsi dire dans son état d'origine, et notamment ses 26 baies, ce qui est extraordinaire et probablement unique dans cette région.

## Culte
Édifice consacré du diocèse d'Autun relevant de la paroisse Notre-Dame-des-Coteaux-en-Mâconnais (siège à Lugny) – qui en est affectataire au titre de la loi de 1905 –, l'église de Saint-Albain est, plusieurs siècles après sa construction, un lieu de culte catholique.